# 11379 Flaubert
A 11379 Flaubert (ideiglenes jelöléssel 1998 SY74) a Naprendszer kisbolygóövében található aszteroida. Eric Walter Elst fedezte fel 1998. szeptember 21-én.
Nevét Gustave Flaubert (1821 – 1880) francia író után kapta.